# Емилија Џингарова
Емилија Џингарова (понекад као Емилија Ђингарова; буг. Емилия Димитрова Джингарова; Брестовица, Бугарска, 6. октобар 1978) је српска шаховска велемајсторка пореклом из Бугарске.

## Каријера
Емилија Џингарова је постала међународни мајстор шаха 2000. а велемајстор 2003. године. Од 27. августа 2021. Џингарова наступа за Шаховски савез Србије.
За женску репрезентацију Бугарске учествовала је на пет шаховских олимпијада (2000, 2004, 2006, 2008 и 2014), као и на три Екипна првенства Европе (2003, 2005 и 2011). Освојила је појединачну сребрну медаљу на Европском првенству 2005. у Гетеборгу за њен резултат 6,5 поена од 9 партија на трећој табли.